# Список послов СССР и России в Литве
В статье представлен список послов СССР и России в Литве.

## Хронология дипломатических отношений
- 12 июля 1920 г. — установлены дипломатические отношения между РСФСР и Литвой на уровне миссий.
- 23 июля 1923 г. — установлены дипломатические отношения между СССР и Литвой на уровне миссий.
- 3 августа 1940 г. — Литва вошла в состав СССР.
- 9 октября 1991 г. — возобновлены дипломатические отношения на уровне посольств.

## Список послов
| Срок полномочий                   | Посол                                   | Годы жизни | Вручение верительных грамот | Комментарии                                                                                    |
| --------------------------------- | --------------------------------------- | ---------- | --------------------------- | ---------------------------------------------------------------------------------------------- |
| РСФСР                             |                                         |            |                             |                                                                                                |
| 26 августа 1920 — 1 марта 1921    | Александр Ефремович Аксельрод           | 1879—1954  |                             | Полномочный представитель                                                                      |
| 1 марта 1921 — 9 мая 1921         | Павел Николаевич Мостовенко             | 1881—1938  |                             | Полномочный представитель                                                                      |
| 9 мая 1921 — 1922                 | Семён Иванович Аралов                   | 1881—1969  |                             | Полномочный представитель                                                                      |
| Февраль 1922 — 15 сентября 1922   | Яков Христофорович Давтян               | 1888—1938  |                             | Полномочный представитель                                                                      |
| 9 ноября 1922 — 7 февраля 1923    | Александр Константинович Пайкес         | 1873—1958  |                             | Полномочный представитель                                                                      |
| 7 февраля 1923 — 23 июля 1923     | Иннокентий Серафимович Кожевников       | 1879—1931  |                             | Полномочный представитель                                                                      |
| СССР                              |                                         |            |                             |                                                                                                |
| 23 июля 1923 — 28 августа 1923    | Иннокентий Серафимович Кожевников       | 1879—1931  |                             | Полномочный представитель                                                                      |
| 29 августа 1923 — 9 июля 1925     | Иван Леопольдович Лоренц                | 1890—1941  |                             | Полномочный представитель                                                                      |
| 9 июля 1925 — 3 июня 1927         | Сергей Сергеевич Александровский        | 1889—1945  |                             | Полномочный представитель                                                                      |
| 21 мая 1927 — 1 декабря 1928      | Александр Яковлевич Аросев              | 1890—1938  |                             | Полномочный представитель                                                                      |
| 1928                              | С. И. Рабинович                         |            |                             | Поверенный в делах                                                                             |
| 7 февраля 1929 — 19 января 1930   | Владимир Александрович Антонов-Овсеенко | 1883—1938  |                             | Полномочный представитель                                                                      |
| 31 января 1930 — 21 декабря 1930  | Адольф Маркович Петровский              | 1887—1937  |                             | Полномочный представитель                                                                      |
| 19 декабря 1930 — 23 декабря 1936 | Михаил Андреевич Карский                | 1900—1937  |                             | Полномочный представитель                                                                      |
| 30 декабря 1936 — 1 ноября 1937   | Борис Григорьевич Подольский            | 1897—1938  |                             | Полномочный представитель                                                                      |
| 30 декабря 1937 — 8 октября 1938  | Павел Николаевич Крапивинцев            |            |                             | Полномочный представитель                                                                      |
| 8 октября 1938 — 3 августа 1940   | Николай Георгиевич Поздняков            | 1900—1948  |                             | Полномочный представитель                                                                      |
| Октябрь 1939                      | Фёдор Фёдорович Молочков                | 1906—1986  |                             | Поверенный в делах                                                                             |
| Российская Федерация              |                                         |            |                             |                                                                                                |
| 6 августа 1992 — 14 августа 1996  | Николай Михайлович Обёртышев            | 1934—2007  |                             |                                                                                                |
| 2 ноября 1996 — 27 августа 1999   | Константин Николаевич Мозель            | 1937—      |                             |                                                                                                |
| 27 августа 1999 — 1 августа 2003  | Юрий Антонович Зубаков                  | 1943—2022  |                             |                                                                                                |
| 30 сентября 2003 — 5 мая 2008     | Борис Анатольевич Цепов                 | 1948—      | 24 октября 2003             |                                                                                                |
| 5 мая 2008 — 1 октября 2013       | Владимир Викторович Чхиквадзе           | 1945—      | 8 июля 2008                 |                                                                                                |
| 1 октября 2013 — 16 октября 2020  | Александр Иванович Удальцов             | 1951—      | 12 декабря 2013             |                                                                                                |
| 16 октября 2020 — 4 апреля 2022   | Алексей Викторович Исаков               | 1960—      | 12 февраля 2021             | 4 апреля 2022 выслан из Литвы                                                                  |
| 4 апреля — октябрь 2022           | Сергей Владимирович Рябоконь            | 1966—      |                             | Временный поверенный в отсутствие посла А. Исакова, 3 октября 2022 объявлен персоной нон грата |
| Октябрь 2022 — настоящее время    | Александр Георгиевич Ёлкин              | 1979—      |                             | Временный поверенный                                                                           |